# ИрАэро
АО Авиакомпания «ИрАэро» — российская авиакомпания, базируется в международном аэропорту города Иркутска. Узловые аэропорты находятся в Иркутске, Москве и Магадане.
Выполняет регулярные, чартерные и грузовые перевозки по России, странам ближнего зарубежья, а также в Китай и Вьетнам
Президентом компании является Юрий Владимирович Лапин.

## Показатели деятельности
За 2012 год авиакомпания «ИрАэро» перевезла 199 463 пассажира (увеличение по сравнению с 2010 годом — на 130 %) и доставила на 126 % больше груза по сравнению с предыдущим годом. Выполнила 6813 авиарейса.
За десять месяцев 2013 года авиакомпания «ИрАэро» перевезла 200 869 пассажиров и 331 390 тонн груза и почты.
По итогам работы за 9 месяцев 2014 года (с января по сентябрь) авиакомпания «ИрАэро» перевезла 200 508 человек, осуществила 5563 регулярных и 1757 чартерных рейса, доставила 2182,13 тонны грузов и почты.
За 2016 год было перевезено 234 818 пассажиров, выполнено 8 856 рейсов, из них регулярных рейсов — 6 457 и чартерных — 2 399. Общий объём перевезённого груза и почты составил 4707,81 тонн.

## Социальная политика
Авиакомпания регулярно приглашает воспитанников детских домов, социальных центров и приютов Иркутска для проведения совместных мероприятий и конкурсов, таких как организация экскурсий по аэропорту Иркутска, конкурсы рисунков, осуществление полёта в рамках праздника ВВС совместно с ОАО «Международный Аэропорт Иркутск». Также авиакомпания активно сотрудничает с Всероссийским Детским Фондом.

## Бортовое издание
Авиакомпания выпускает свой ежеквартальный бортовой журнал под названием «МИРаэро». В издании представлены новости авиакомпании, интервью с сотрудниками бортовых и наземных служб, статьи о странах и городах, куда авиакомпания открывает новые направления полётов, детские страницы, важные культурные события, рубрики о спорте, музыке, кулинарии, здоровье, психологии.

## Маршрутная сеть
Авиакомпания осуществляет рейсы по следующим российским направлениям:
- IO 479/480 Нальчик — Москва (Внуково) — Нальчик;

- IO 225/226 Иркутск — Барнаул — Санкт-Петербург — Барнаул — Иркутск;

Международные направления пополнились рейсами:
- IO 250/251 Красноярск (Емельяново) — Фергана — Красноярск;

- IO 879/880 Иркутск — Маньчжурия — Иркутск;

- Иркутск — Международный аэропорт «Иркутск» хаб
- Благовещенск — Международный аэропорт «Игнатьево» 
  - Бодайбо — Аэропорт «Бодайбо»
  - Красноярск — Международный аэропорт «Емельяново»
  - Сочи — Международный аэропорт «Сочи»
  - Санкт-Петербург — Международный аэропорт «Пулково» хаб
  - Саратов — Международный аэропорт «Гагарин»
  - Геленджик — Аэропорт «Геленджик»
  - Краснодар — Международный аэропорт «Краснодар»
  - Анапа — Аэропорт «Анапа»
  - Чита — Международный аэропорт «Кадала»
  - Улан-Удэ — Международный аэропорт «Байкал»
  - Магадан — Международный аэропорт «Сокол»
  - Москва — Международный аэропорт Домодедово хаб
  - Кепервеем — Аэропорт «Кепервеем»
  - Омсукчан — Аэропорт «Омсукчан»
    - Пенза — Аэропорт Пенза имени В.Г. Белинского
    - Эвенск — Аэропорт «Северо-Эвенск»
    - Мома — Аэропорт «Мома»
    - Сеймчан — Аэропорт «Сеймчан»
    - Батагай — Аэропорт «Батагай»
    - Чокурдах — Аэропорт «Чокурдах»
    - Белая Гора — Аэропорт «Белая Гора»
    - Омолон — Аэропорт «Омолон»
    - Батагай-Алыта — Аэропорт «Саккырыр»
    - Саскылах — Аэропорт «Саскылах»
    - Оленёк — Аэропорт «Оленёк»
    - Сунтар — Аэропорт «Сунтар»
    - Ленск — Аэропорт «Ленск»
    - Усть-Мая — Аэропорт «Усть-Мая»
    - Владивосток — Международный аэропорт «Владивосток»
    - Омск — Международный аэропорт «Омск-Центральный»
- Новосибирск — Международный аэропорт «Толмачёво» 
  - Нижневартовск — Международный аэропорт «Нижневартовск»
- Хабаровск — Международный аэропорт «Хабаровск-Новый»
- Якутск — Международный аэропорт «Якутск»
  - Депутатский — Аэропорт «Депутатский»
- Китай
  - Маньчжурия — Аэропорт «Сицзяо»
  - Харбин — Аэропорт «Тайпин»

## Флот
По состоянию на март 2024 года размер флота АО «Авиакомпания "ИрАэро"» составляет 31 самолёт. Средний возраст самолетов на июнь 2023 года составляет 36,7 лет.

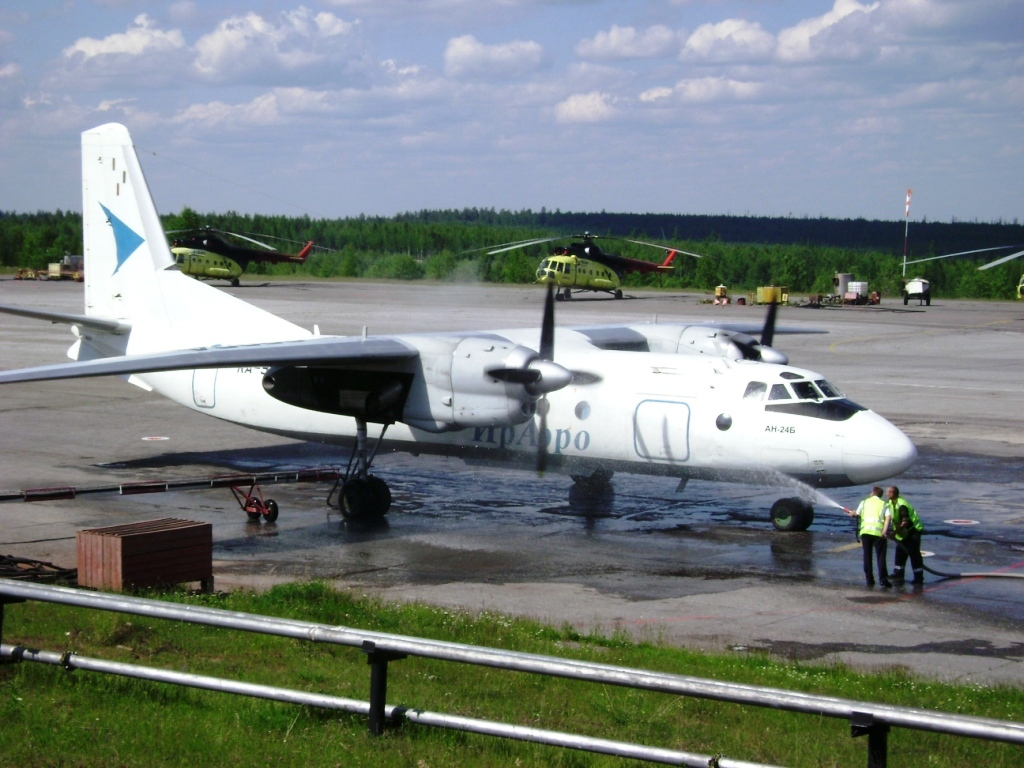
Ан-24

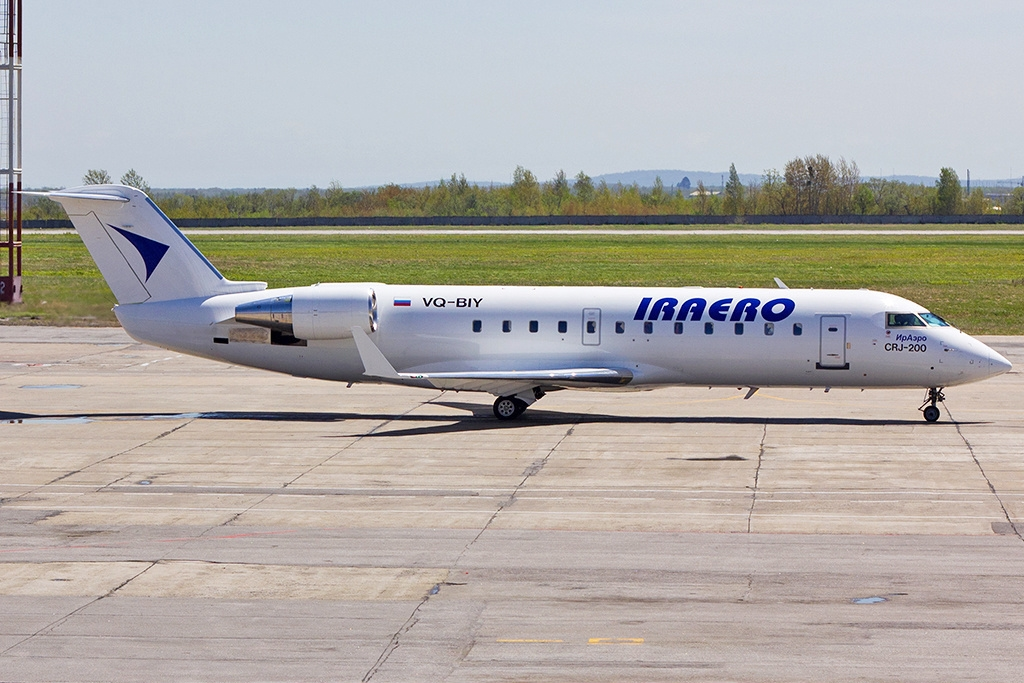
CRJ-200

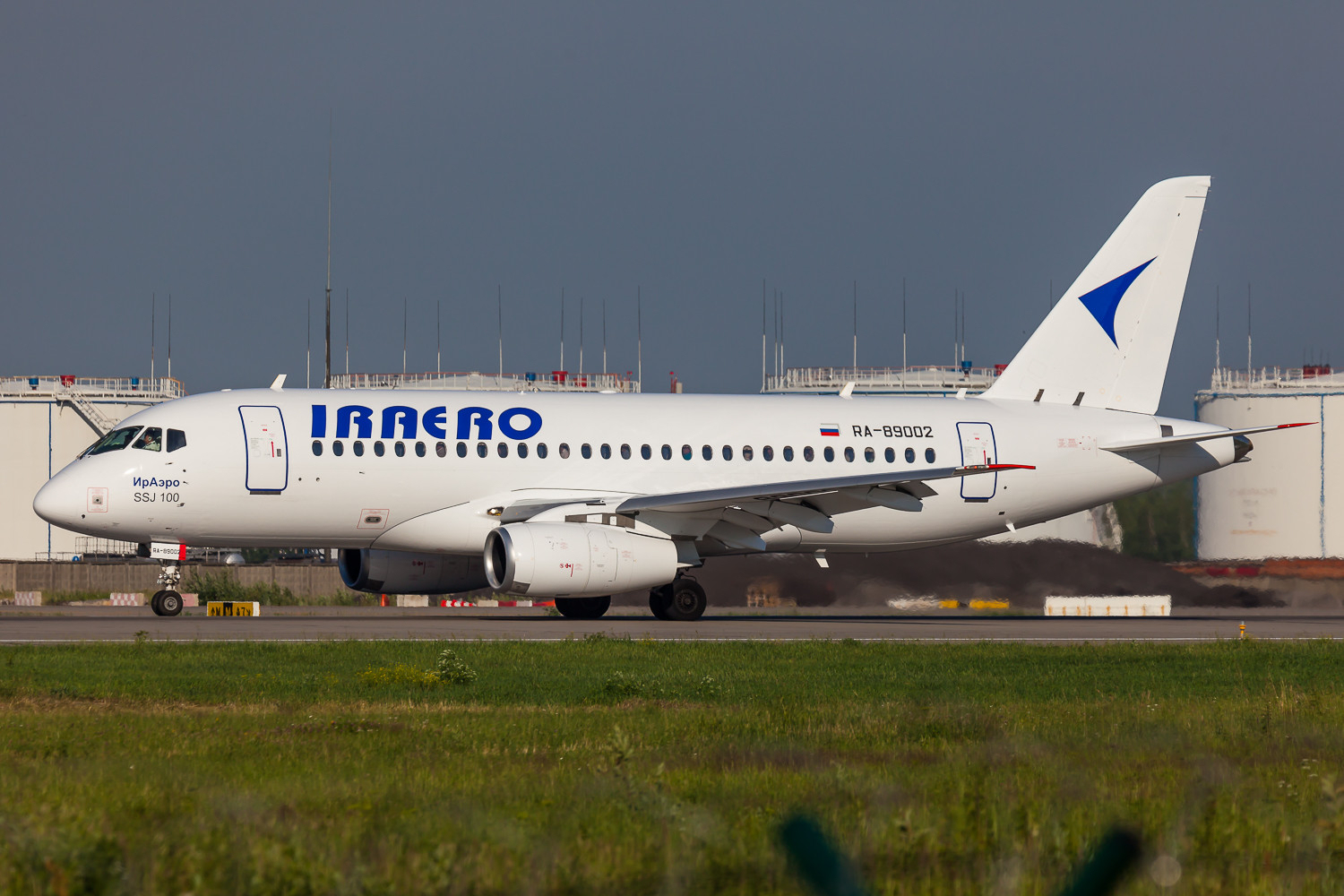
SSJ-100

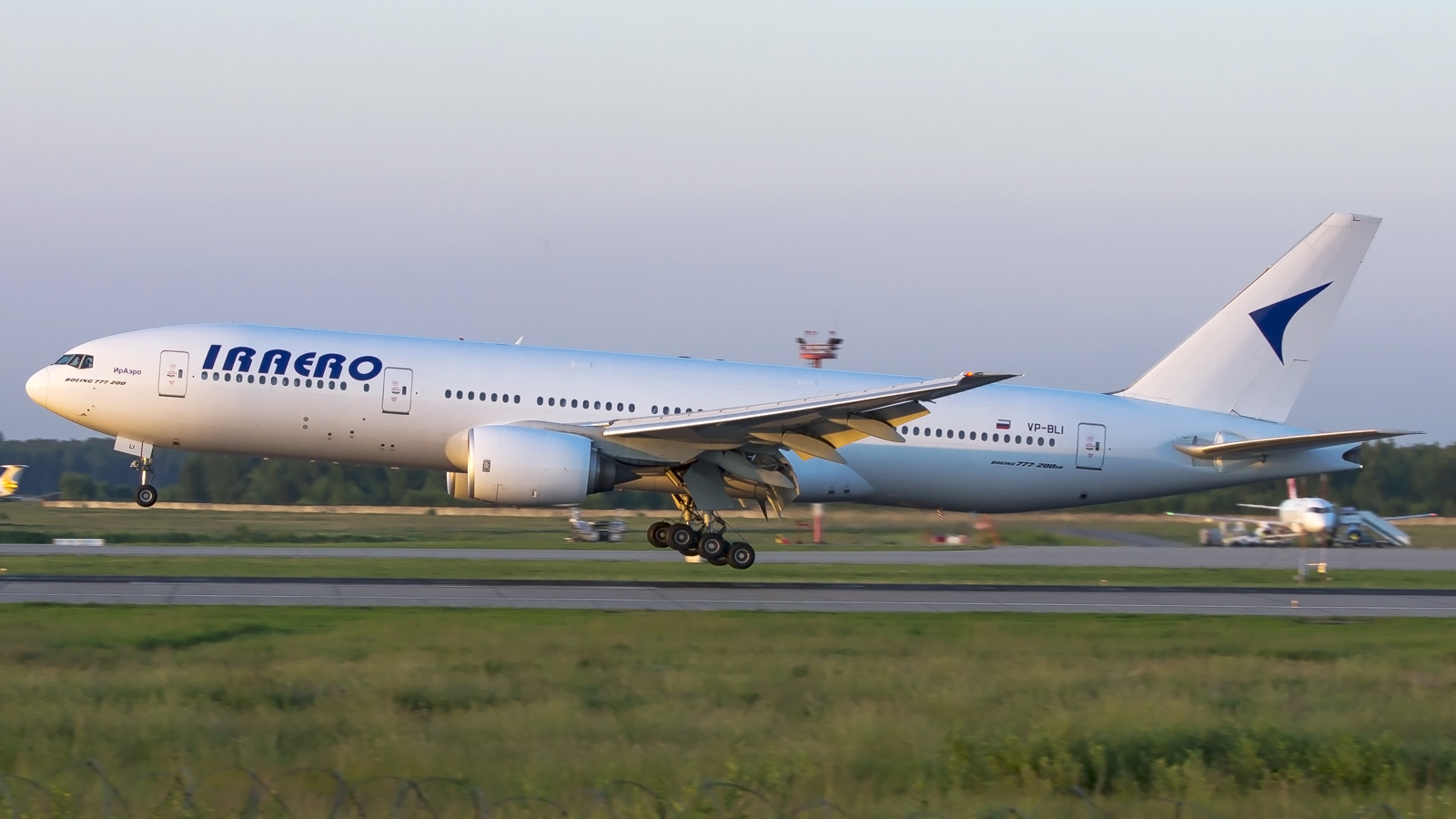
Boeing 777-200

## Авиапроисшествия и инциденты
- 8 августа 2011 года самолёт Ан-24 (регистрационный RA-46561), выполнявший регулярный рейс 103 из Читы в Благовещенск, при посадке в аэропорту назначения произвел посадку мимо взлётно-посадочной полосы. На борту находились 31 пассажир и трое членов экипажа. 12 человек получили лёгкие травмы[5][6].
- 9 января 2023 года пассажирский самолёт Ан-26–100 компании «ИрАэро» выполняя чартерный рейс Иркутск—Якутск—Магадан, не смог приземлиться в Якутске из-за метеоусловий и был перенаправлен в Магадан. После взлета из Магадана в самолёте самопроизвольно открылся грузовой отсек, после чего пилот самолёта принял решение вернуться в аэропорт вылета. Никто из пассажиров не пострадал.

«В результате срыва замков грузовой рампы с правой стороны произошло частичное ее открытие, после чего были повреждены правое и центральное крепление рампы и часть багажа вылетела из самолета. Командиром воздушного судна было принято решение о возвращении самолета в аэропорт вылета. Посадка произведена благополучно, пострадавших и иных повреждений воздушного судна не было»,— сообщили в Следственном комитете России.
- 10 января 2023 года самолет Ан-24РВ, выполнявший рейс Иркутск—Полярный, вернулся в аэропорт вылета из-за неполадок в системе радиосвязи. Самолёт успешно приземлился, никто из пассажиров не пострадал.

Следственный комитет России проводит доследственную проверку после двух инцидентов, которые произошли с разницей в один день.
- 22 сентября 2023 года пассажирский самолёт Ан-26 совершил аварийную посадку в Иркутске из-за отказа левого двигателя. На борту находились 25 пассажиров и 5 членов экипажа. Никто не пострадал[8][9].

## ФК «ИрАэро»
Компания владеет мини-футбольным (с 2024 года футзальным) клубом «ИрАэро», выступающим с сезона 2024/25 в Суперлиге. Также, начиная с данного сезона, авиакомпания является одним из партнёров турнира.